# 南海岸線
南海岸线（South Coast Line）是由悉尼火車运营的區域鐵路，服务于澳大利亚新南威尔士州的伊拉瓦拉地区。这条铁路起點為悉尼中央車站和邦迪交界站，終點位於博马德里火车站。1887年，南海岸線线上首次開行客運列車。